# Krajinski park Lahinja
Krajinski park Lahinja spada v območje Natura 2000, v njem se prepleta vrsta različnih kraških pojavov in obsega področje prvih 7 kilometrov povirja zgornjega toka reke Lahinje. Kraško območje je med belokranjskima naseljema Črnomelj in Vinica, jugozahodno od kraja Dragatuš. Obsega območje naravne in kulturne dediščine zgornjega toka reke Lahinje in je eden manjših parkov v Sloveniji, saj obsega 2,6 km². Posebej zanimiv je kontrast med krasom in večjimi območji stalne ali občasne prisotnosti vode. Številne so kraške oblike in izrazito suho površje, na drugi strani pa močvirnat svet, ki obsega dva naravna rezervata. 
Posebej je zavarovanih 7 naravnih spomenikov, 2 naravna rezervata in 5 kulturnih spomenikov. Zanimiva je manjša kraška kotanja ob kraški jami Zjot (Djud) s podzemnim jezerom in zasigano dvorano. Zahodno od Zjota se sredi njiv odpira udorna vrtača Glusenka, ki prihaja v stik s podzemno vodo. Posebnost parka sta botanično in zoološko zanimiva naravna rezervata Nerajski in Lahinjski lugi ob izvirih Lahinje in njenem sotočju z Nerajčico.
Park je zavarovan z Odlokom o razglasitvi krajinskega parka Lahinja (SDL, 3/88, spremembe Ur. l. RS, št. 73/1998).

## Kulturne vrednote parka
Okljuk reke Lahinje pri Pustem Gradcu je bil poseljen že v neolitski in bakreni dobi. V 16. stoletju je bil na njem pozidan grad, ki je bil opuščen že ob koncu 18. st. Na vrhu okljuka stoji sredi pokopališča cerkev vseh svetnikov z letnico 1638 na kamnitem portalu. Ob reki Lahinji sta žaga in mlin, ki danes obratujeta le še v turistične namene. Nedaleč od vasi, v smeri proti Velikemu Nerajcu, je vidna starejše železnodobna gomila - arheološko najdišče »Gradinje«.

## Geotermalni izviri
Ena od najbolj skrivnostnih posebnosti parka so trije geotermalni izviri v okolici vasi Šipek in Mali Nerajec (izvir Panjanovec, izvir Toplica, izvir pri Krnici). Temperatura vode v teh izvirih je okoli 18 °C, v okoliških kraških izvirih pa okoli 13 °C. Raziskave so pokazale, da bi lahko bila temperatura vode v globini 1000 m do 28 °C.

## Rastlinstvo
Na mokrotnih travnikih in logih raste več redkih in ogroženih raslinskih vrst: močvirska kukavica (Orchis palustris), navadna močvirnica (Epipactis palustris), mesnordeča prstasta kukavica (Dactylorhiza incarnata), pegasto prstasta kukavica (Dactylorhiza maculata), transilvanska prstasta kukavica (Dactylorhiza maculata ssp. transsilvanica), navadna rezika (Cladium mariscus), močvirski svišč (Gentiana pneumonanthe), ilirski meček Gladiolus illyricus, bolšji šaš (Carex pulicaris), navadni kačji jezik (Ophioglossum vulgatum). Na suhih rastiščih pa najdemo: francoski šipek  (Rosa gallica), več vrst iz družine kukavičevk (Orchidaceae): osjeliko mačje uho (Ophrys sphegodes), dvolistni vimenjak (Platanthera bifolia), navadna kukavica (Orchis morio), trizoba kukavica (Orchis tridentata), navadni kukovičnik (Gymnadenia conopsea), jajčastolistni muhovnik (Listera ovata), zeleni volčji jezik (Coeloglossum viride), piramidasti pilovec (Anacamptis pyramidalis), fuchsova prstasta kukavica (Dactylorhiza maculata ssp. fuchsii), zavita škrbica (Spiranthes spiralis).

## Živalstvo
Lahinja je življenjski prostor vidre (Lutra lutra), navadne sklednice (Emys orbicularis) in vodomca (Alcedo athis), v soseščini pa je še najti ptičje vrste: vrbji kovaček (Phylloscopus collybita), slavec (Luscinia megarhynchos) in kanja (Buteo buteo). V času selitev je območje ob Lahinji tudi postaja mnogih vodnih ptičev.

## Galerija
- Izvir Lahinje pri Beljčjem vrhu
- Transilvanska prstasta kukavica - posebnost južnega dela Slovenije
- Cerkev vseh svetnikov na polotoku nad reko Lahinjo